# Падворки
Па́дворки — село Коробовского сельсовета Грязинского района Липецкой области. Расположены на левом берегу реки Байгоры — напротив центра поселения села Коробовка, с которым связано автомобильным мостом.
До революции относилось к Княже-Байгорской волости Усманского уезда Тамбовской губернии. Известно, что до 1861 года оно принадлежало князю Л. Д. Вяземскому, как и расположенная на противоположном берегу усадьба Лотарево.
В 1914 году - 2812 жителей, земская и церковно-приходская школы. В 1930-х годах часть падворцев переселилась ближе к станции Хворостянка и основала там деревню Падворские Выселки (ныне Подворские Выселки).

## Население
| 2010 | 2013 |
| ---- | ---- |
| 299  | ↗308 |